# Littenseradiel
Littenseradiel (phát âmⓘ) là một đô thị ở tỉnh Friesland, Hà Lan. Đô thị này có diện tích đất 130,74 ki-lô-mét vuông, dân số đầu năm 2007 là 10.869 người.

## Các trung tâm dân cư
Baaium, Baard, Bears, Boazum, Britswert, Easterein, Easterlittens, Easterwierrum, Hidaard, Hilaard, Hinnaard, Húns, Iens, Itens, Jellum, Jorwert, Kûbaard, Leons, Lytsewierrum, Mantgum, Reahûs, Rien, Spannum, Waaksens, Weidum, Winsum, Wiuwert, Wjelsryp, Wommels.